# Filip Henri de Ségur
Filip Henri de Ségur (20. ledna 1724 – 3. října 1801) byl maršálem Francie.
Narodil se v Paříži jako syn Henriho François de Ségur a jeho manželky Angélique z Froissy. V osmnácti letech byl jmenován velitelem pěchotního pluku a sloužil pod svým otcem v Itálii a Čechách. V říjnu 1746 byl zraněn v bitvě u Rocoux ve Flandrech a v roce 1747 ztratil ruku u Lauffeldu. V roce 1748 následoval svého otce jako generálporučík v Champagne a Brie a v reoce 1753 dostal vládnutí kraje Foix.
Během Sedmileté války bojoval u Hastenbecku, Krefeldu a Mindenu. V roce 1760 byl zajat v bitvě u Kloster Kampenu.
Schopnost, kterou ukázal ve vládě ve Franche-Comté v roce 1775 vedla v roce 1780 k jeho jmenování ministrem války pod Neckerem. V roce 1783 vytvořil trvalý štáb a učinil obdivuhodné předpisy týkající se kasáren a vojenských nemocnic. 13. června 1783 se stal maršálem Francie. V roce 1787 odstoupil z ministerstva války.
Během Jakobínského teroru byl vězněn ve věznici Force a po svém propuštění žil v chudobě dokud nedostal v roce 1800 od Napoleona důchod. 3. října 1801 v Paříži zemřel.
3. února 1749 se v Paříži oženil s Luisou Annou Madeleine de Vernon (Paříž, 1729 – Paříž, 12. března 1778), dcerou Alexandra de Vernon a Anny du Vivier. S Luisou měl dva syny:
- 1. Louis Philippe de Ségur (10. 12. 1753 Paříž – 27. 8. 1830 tamtéž), diplomat, francouzský velvyslanec v Rusku v letech 1785–1789[1]
⚭ 1777 Antoinette Elisabeth Marie d'Aguesseau (21. 7. 1756 – 6. 3. 1828 Paříž)[2]
- 2. Joseph-Alexandre Pierre de Ségur (4. 4. 1756 Paříž –  27. 7. 1805 Bagnères-de-Bigorre), básník a dramatik, svobodný, ale měl nelegitimní potomky[3]